# Calumma tsycorne
Calumma tsycorne är en ödleart som beskrevs av  Christopher John Raxworthy och NUSSBAUM 2006. Calumma tsycorne ingår i släktet Calumma och familjen kameleonter. IUCN kategoriserar arten globalt som sårbar. Inga underarter finns listade.